# Parafia Niepokalanego Poczęcia Najświętszej Maryi Panny w Jasienicy Rosielnej
Parafia Niepokalanego Poczęcia Najświętszej Maryi Panny w Jasienicy Rosielnej – parafia rzymskokatolicka w archidiecezji przemyskiej w dekanacie Domaradz.

## Historia
Parafię erygował w roku 1470 biskup przemyski Mikołaj Błażejewski, przy istniejącym tu wcześniej kościele filialnym wydzielając ją z macierzystej parafii Blizne.
Obecny drewniany kościół parafialny został ufundowany w 1770 roku przez Mariannę i Ignacego Załuskich. W 1870 roku zmieniono wystrój wnętrza kościoła pokrywając ściany i stropy iluzjonistyczną polichromią autorstwa Jana Tabińskiego, doskonale współgrającą z późnobarokową architekturą świątyni. W 1930 roku przemalowano dekorację malarską ścian oraz odnowiono ołtarze. W latach 60. XX wieku przeprowadzono zakrojone na szeroką skalę prace konserwatorskie. Wzmocniono podmurówkę, założono instalację elektryczną, wymieniono zewnętrzny szalunek ścian, stolarkę okienną i częściowo drzwiową oraz naprawiono pokrycie dachowe i hełmów wież. W 1967 roku przemalowano polichromię ścian i stropu oraz wyposażenie ruchome. Kolejne prace konserwatorskie prowadzone w latach 1997–2004 miały za zadanie do odtworzenie pierwotnego wyglądu zabytkowej polichromii kościoła
.
Parafia ma także kościół filialny pod wezwaniem św. Stanisława Kostki w Woli Jasienickiej wybudowany i poświęcony w 1971. Nowy kościół wybudowany staraniem parafian został poświęcony 27 listopada 2016 przez metropolitę przemyskiego abpa Adama Szala. 
W latach 2015–2020 proboszczem parafii był ks. prałat Krzysztof Chudzio, były Ojciec Duchowny WSD Przemyśl, poprzednio pracujący wiele lat na Ukrainie. 3 kwietnia 2020 został mianowany biskupem pomocniczym przemyskim. 
W parafii posługiwali wikariusze: ks. Adam Ablewicz, Stanisław Bełch. 
Proboszczowie parafii
1621–1624. ks. Łukasz Giermiński.
1624–1630. ks. Mateusz Zarszyński.
1630–1641. ks. Marcin Trybakowicz.
1641–1660. ks. Stanisław Wieszkowicz.
1660–1681. ks. Piotr Borecki z Przecławia.
1681–1696. ks. Jerzy Ekkiert.
1696–1700. ks. Mikołaj Preisnarski.
1700–1746. ks. Marcin Gorzkowski.
1763–1812. ks. Antoni Wróblewski.
1814–1837. ks. Stanisław Chrobakowski.
1838–1864. ks. Wincenty Gruczyński.
1865–1891. ks. Jan Steczkowski.
1891–1915. ks. Jan Samocki.
1915–1961. ks. Józef Królicki.
1961–1991. ks. Henryk Osika.
1991–2005. ks. Władysław Kordas.
2005–2015. ks. Wiesław Twardy.
2015–2020. ks. Krzysztof Chudzio.
2020– nadal ks. Marek Zarzyczny.
Wikariusze
1960–1962. ks. Henryk Osika (administrator).
1961–1962. ks. Stanisław Rząsa.
1962–1965. ks. Józef Wasik.
1965–1967. ks. Roman Wawro.
1967–1969. ks. Zygmunt Longawa.
1969–1972. ks. Tadeusz Ozga.
1972–1975. ks. Stanisław Orzechowski.
1975–1977. ks. Jan Krupiński.
1977–1978. ks. Władysław Szuma.
1978–1979. ks. Zdzisław Janiec.
1978–1979. ks. Antoni Lorenc.
1979–1982. ks. Emil Stopa.
1982–1985. ks. Stanisław Wójcik.
1985–1987. ks. Stanisław Jamiński.
1987–1989. ks. Jerzy Paradysz.
1989–1991. ks. Janusz Kowalski.
1991–1994. ks. Bogdan Cisek.
1994–1997. ks. Jacek Teichman.
1997–1999. ks. Zenon Feresz.
1999–2002. ks. Jan Łamasz.
2002–2005. ks. Mariusz Stawarz.
2005–2009. ks. Krzysztof Szczepański.
2009–2012. ks. Rafał Ziajka.
2012–2014. ks. Bożydar Sztank.
2014–2016. ks. Łukasz Pernal.
2016–2018. ks. Mateusz Sławiński.
2018–2020. ks. Paweł Wołoszyn.
2020–2022 ks. Dawid Kotulski.
2022-nadal ks. Karol Burda.